# Henriette Grindat

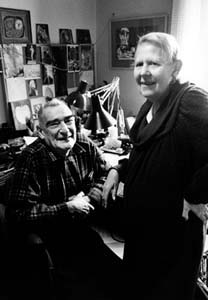
Henriette Grindat und Albert-Edgar Yersin im Jahr 1983

Henriette Grindat (* 3. Juli 1923 in Lausanne; † 25. Februar 1986 in ebenda; heimatberechtigt in Biel) war eine Schweizer Fotografin aus dem Kanton Waadt.

## Leben
Henriette Grindat war eine Tochter von Ernst Grindat. Sie heiratete Albert-Edgar Yersin. Sie besuchte die Schule für Fotografie in Lausanne und in Vevey unter der Leitung von Gertrude Fehr. Im Jahr 1949 zog Grindat nach Paris. Dort stellte sie dank Man Ray in der Buchhandlung «La Hune» surrealistisch beeinflusste Arbeiten aus. In der Folge arbeitete sie für die wichtigsten Foto-Zeitschriften (Arts et Métiers Graphiques, Du, Merian, US Camera, L’Œil) sowie gleichzeitig für die Verlage Bordas, Arthaud und Le Seuil.
Grindat wurde schnell berühmt und erhielt 1952 ein eidgenössisches Stipendium. In der Schweiz veröffentlichte sie bei der Büchergilde Gutenberg mehrere Werke, so im Jahr 1956 «Algérie», «Méditerranée» im Jahr 1957 und «Le Nil des sources à la mer, des pyramides aux barrages» (1960). Beim Verleger Mermod in Lausanne erschien 1959 «Adriatique».
Im Jahr 1950 arbeitete sie mit René Char und Albert Camus zusammen. Diese lieferten Texte zu ihrem Projekt «La postérité du soleil».  Es erschien erst im Jahr 1965 bei Engelberts in Genf. 1963 publizierte sie mit Francis Ponge bei Les Editions du Verseau in Lausanne «A la rêveuse matière». Es folgten Reisen für Foto-Projekte in die USA, nach Spanien, Österreich, Island, in die Tschechoslowakei und nach Italien, namentlich nach Venedig, das sie stark inspirierte.
Ab den 1970er Jahren begann Grindat den Körper und die Nacktheit zu erforschen. Dies gab ihrer Laufbahn eine neue Ausrichtung. Ihre Arbeiten wurden in grossen Retrospektiven im Jahr 1984 im Kunsthaus Zürich und 1995 im Musée de l’Elysée in Lausanne gezeigt.

## Bücher
- Lausanne, Guilde du Livre, 1952
- Algérie, Vorwort und Texte Jean Amrouche, La Guilde du Livre, Lausanne, 1956
- Méditerranée, Guilde du Livre, 1957
- Le Nil, Text: Charles-Henri Favrod, Guilde du Livre, 1960
- Autriche, mit Philippe Jaccottet, Éditions Rencontre, 1966
- Le Facteur Cheval, mit Alain Borne, éditions Morel, 1969
- La Postérité du soleil, mit Albert Camus und René Char, éditions Gallimard, 2009

## Ausstellungen
- 2011: Henriette Grindat: photographies., Maison de la Photographie Robert Doisneau, Gentilly.
- 2010: Henriette Grindat, Méditerranées. Musée historique, Lausanne.
- 2008: Henriette Grindat: Méditerranées. Fotostiftung Schweiz, Winterthur.
- 2023: Henriette Grindat. Eine Poetik der Formen. UBS-Halle,  Lausanne, 19. September bis 3. November 2023.[1]
- 2023: Henriette Grindat / Albert Camus / René Char - La Postérité du soleil. 8. Juni 2023 bis 6. August 2023. Fotostiftung Schweiz, Winterthur.[2]

## Auszeichnungen und Stipendien
- 1952: Prix fédéral des arts appliqués.
- 1953: Prix fédéral des arts appliqués.
- 1954: Prix fédéral des arts appliqués.
- 1956: Esposizione Internazionale di Fotografia, Pescara, Goldmedaille.